# Liaochelys
Liaochelys is een geslacht van uitgestorven macrobaenide schildpadden dat leefde tijdens het Vroeg-Krijt in het westen van Liaoning, China. 
Het geslacht werd benoemd in 2010 door Zhou Changfu en de typesoort is Liaochelys jianchangensis. De geslachtsnaam verbindt een verwijzing naar Liaoning met het Grieks chelys, 'schildpad'. De soortaanduiding verwijst naar de herkomst uit Jianchang.
Het holotype is PMOL-AR00160, een skelet gevonden bij Xiaotaizi, nabij Lamadong, in een meerafzetting van de Jiufotangformatie die dateert uit het Aptien.
Liaochelys werd inclusief staart zo'n veertig centimeter lang.